# Когда поют солдаты (фестиваль военной песни)
Когда поют солдаты (фестиваль военной песни) — Всесоюзный телевизионный конкурс (фестиваль) «Когда поют солдаты», цикл телепередач, транслируемый, начиная со второй половины 1980-х годов по 1990-е на Центральном Телевидении СССР. Создатель и бессменный редактор Регина Ильченко. В дальнейшем фестиваль сменил название сначала на «Виктория», а затем «Катюша».
Передача была подготовлена главной редакцией молодёжных программ Центрального телевидения – режиссер А. Алексеев, режиссер-постановщик О. Маркичева, директор съемочной группы Е. Сылко и другие. Автором проекта и сценариев была Регина Ильченко. В телепрограмме-конкурсе участвовала армейская и флотская самодеятельность ВС СССР, а также воины стран Варшавского договора. Вели программу Марина Бурцева, Дмитрий Полетаев и другие дикторы ЦТ.

## История
Конкурс «Когда поют солдаты» впервые был проведён в городе Одесса в 1986 году и был посвящён 70-летию Советской Армии и Военно-Морского Флота. В городе Москве в марте 1987 году прошёл третий тур Всесоюзного телевизионного конкурса «Когда поют солдаты». Его победителями стал ансамбль ВДВ Голубые береты. Песни, исполненные «Голубыми беретами» на конкурсе «Когда поют солдаты» вошли в платиновый диск ансамбля, заняв место в десятке самых популярных песен 1987 года в СССР.

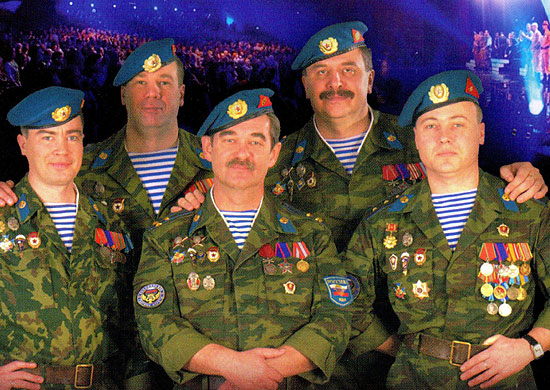
Ансамбль «Голубые береты»

Фестиваль «Когда поют солдаты» объединял в концертной программе выступления именитых звёзд советской эстрады и самодеятельных авторов-исполнителей из армейской среды. Песенные таланты Регина Ильченко, находила в воинских частях, по которым ездила вместе со съёмочной группой. Фестиваль быстро обрёл большую популярность. На ЦТ в Останкино стали телезрители писали сотни тысяч писем со всех концов Советского Союза, поддерживая своим участием в голосовании, конкретного участника — талантливого офицера или солдата. Победа в фестивале «Когда поют солдаты» являлась престижной и почётной. Позже фестивале «Когда поют солдаты» трансформировался во Всероссийский телевизионный фестиваль «Виктория».
Фестиваль «Когда поют солдаты» открыл творческий путь популярным отечественным музыкальным коллективам: «Голубые береты», «Синева», бардам в погонах Юрию Кирсанову, Игорю Морозову, Юрию Слатову и многим-многим другим.

## Перерождение конкурса в другие названия
Дальнейший путь конкурса продолжился, как Всероссийский телевизионный фестиваль «Виктория». Он выявил такие творческие таланты в погонах, как Юрия Кирсанова, Игоря Морозова, Юрия Слатова и других артистов. На фестивалях звучали «афганские» песни. О далёких — Кабуле, Герате и Кандагаре, о афганском зное, горах и пустынях, о наших героях-современниках. Широко известных сегодня авторов военных песен тогда ещё никто не знал. Благодаря фестивалям «Когда поют солдаты», «Виктория», а потом и «Катюша», общественность узнала о таких исполнителях как Виктор Куценко, Виктор Верстаков, Валерий Петряев, Александр Минаев, Владимир Мазур, Михаил Михайлов, Вячеслав Куприенко.

## Теле-голосование
Победители «туров» конкурсов (фестивалей) определялись голосованием, с участием телезрителей. Телезрители, желающие принять участие в голосовании направляли в редакцию Молодёжных программ направить в адрес передачи письмо с указанием понравившегося исполнителя. Надо отметить, «для каждого конкурса изготавливались специальные штемпели, и все голосующие могли получить их оттиски». Телезрители вкладывали в своё письмо конверт с обратным адресом, при получении на конверте ставили штемпель и отправляли обратно.

## Участники конкурса
Наряду с участниками, в конкурсе «Когда поют солдаты» принимали участие известные советские артисты театра и кино: Ярослав Евдокимов, Михаил Боярский, Игорь Николаев, Максим Дунаевский, Александр Барыкин, Людмила Гурченко, Александр Розенбаум, Людмила Сенчина, Дмитрий Харатьян, Тамара Гвердцители и другие. Вели передачу Марина Бурцева, Евгений Куликов, Лариса Вербицкая, Дмитрий Полетаев, В. Рижская.

## См.также
- Песни Афганской войны (1979—1989)
- Голубые береты
- Морозов, Игорь Николаевич (певец)
- Кирсанов, Юрий Иванович
- Верстаков, Виктор Глебович
- Карпенко, Александр Николаевич
- Слатов, Юрий Алексеевич